# 托爾加諾維奇
49°28′15″N 23°3′41″E / 49.47083°N 23.06139°E

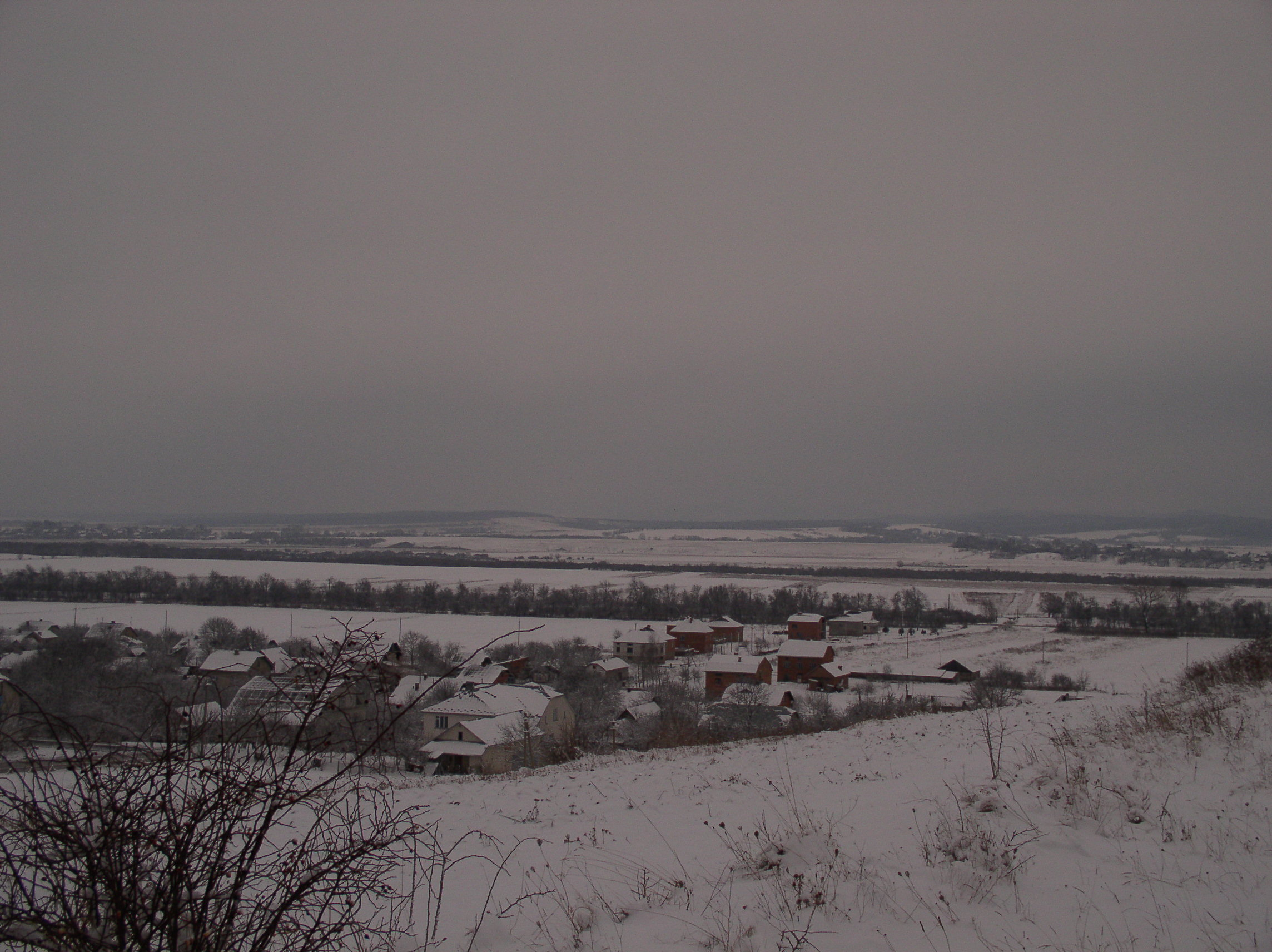

托爾加諾維奇（烏克蘭語：Торгановичі），是烏克蘭西部的村莊，隸屬利維夫州的桑比爾區。該村面積1.56平方公里，海拔高度328米，2001年人口578，人口密度每平方公里370.99人。